# آلوین کوشلر
آلوین کوشلر (آلمانی: Alwin H. Küchler؛ زاده ۱۹۶۵ میلادی در دوسلدورف) یک فیلم‌بردار اهل آلمان است. وی کار خود را با عکاسی مد آغاز کرد.
کوشلر از ۱۹۹۰ تا ۱۹۹۴ میلادی به فراگیری فیلمبرداری در دانشگاه ملی فیلم و تلویزیون مشغول شد. در طول تحصیل با لین رمزی آشنا شد و چند فیلم کوتاه را با او عرضه کرد. در ۱۹۹۹ میلادی فیلم‌برداری شکارچی موش به کارگردانی لین رمزی را بانجام رسانید.
کوشلر برای فیلم‌های مورورن کالار در ۲۰۰۲ میلادی در پانزدهمین دورهٔ جوایز فیلم اروپا، و کد ۴۶ در ۲۰۰۴ میلادی در هفدهمین دورهٔ جوایز فیلم اروپا نامزد جایزه فیلم اروپا برای بهترین فیلمبردار شد.
در ۲۰۱۵، کوشلر با دنی بویل در فیلم استیو جابز همکاری کرد.
کوشلر با کارگردان انگوزی آنوورا ازدواج کرد. آن دو یک دختر دارند.

## منتخب فیلم‌شناسی

### فیلم مستند
| سال  | عنوان               | کارگردان      | توضیح       |
| ---- | ------------------- | ------------- | ----------- |
| ۱۹۹۳ | دختران دوشنبه       | انگوزی اونورا |             |
| ۱۹۹۹ | یک روز در سپتامبر   | کوین مک‌دانلد  |             |
| ۲۰۱۲ | مارلی               | کوین مک‌دانلد  | با مایک الی |
| ۲۰۱۶ | یک‌بار دیگر با احساس | اندرو دامینیک | با بنوا دبی |

### فیلم بلند
| سال  | عنوان                   | کارگردان                 | توضیح            |
| ---- | ----------------------- | ------------------------ | ---------------- |
| ۱۹۹۵ | به قلمرو وحشت خوش آمدید | انگوزی اونورا            |                  |
| ۱۹۹۹ | شکارچی موش              | لین رمزی                 |                  |
| ۲۰۰۰ | ادعا                    | مایکل وینترباتم          |                  |
| ۲۰۰۱ | فرصت طلایی برای فرار    | پیتر کاتانیو             |                  |
| ۲۰۰۲ | مورورن کالار            | لین رمزی                 |                  |
| ۲۰۰۲ | سرزمین‌های دل            | دامین اودانل             |                  |
| ۲۰۰۳ | کد ۴۶                   | مایکل وینترباتم          | با مارسل زیسکیند |
| ۲۰۰۳ | مادر                    | راجر میشل                |                  |
| ۲۰۰۵ | برهان                   | جان مدن                  |                  |
| ۲۰۰۷ | آفتاب                   | دنی بویل                 |                  |
| ۲۰۰۹ | مرد منزوی               | برایان کوپلمن دیوید لِوین |                  |
| ۲۰۱۰ | شکوه صبح                | راجر میشل                |                  |
| ۲۰۱۱ | هانا                    | جو رایت                  |                  |
| ۲۰۱۳ | آر.آی.پی.دی.            | روبرت شونتکه             |                  |
| ۲۰۱۴ | سنت‌شکن                  | نیل برگر                 |                  |
| ۲۰۱۵ | استیو جابز              | دنی بویل                 |                  |
| ۲۰۲۱ | موریتانیایی             | کوین مک‌دانلد             |                  |
| ۲۰۲۳ | تتریس                   | جان اس. برد              |                  |
| ۲۰۲۳ | دختر شاه مرداب          | نیل برگر                 |                  |